# Günther Blumentritt
Günther Blumentritt (10 de fevereiro de 1892 — 12 de outubro de 1967) foi um oficial alemão que serviu durante a Segunda Guerra Mundial. Foi condecorado com a Cruz de Cavaleiro da Cruz de Ferro.

## Vida
Era um oficial na Primeira Guerra Mundial, que se tornou um oficial sob a República de Weimar e passou a servir como um geral para a Alemanha nazista durante a Segunda Guerra Mundial. Ele serviu durante toda a guerra, principalmente na Frente Ocidental, e principalmente como Oficial de Estado-Maior, embora eventualmente tenha recebido seu próprio Corpo de exército e feito General der Infanterie. Blumentritt foi fundamental no planejamento da invasão alemã da Polônia em 1939 e da invasão da França em 1940, ele participou da Operação Barbarossa, e depois teve grande parte da responsabilidade de planejar a defesa da Muralha do Atlântico e da Normandia. Depois da guerra, Blumentritt foi interrogado nos Julgamentos de Nuremberg, embora nunca tenha testemunhado pessoalmente, e mais tarde ajudou no rearmamento da Alemanha durante a Guerra Fria e no desenvolvimento do moderno exército alemão.

## Publicações
- Von Rundstedt, the soldier and the man, 1952
- Deutsches Soldatentum im europäischen Rahmen ("Soldado Alemão no Contexto Europeu"), 1952
- Strategie und Taktik : ein Beitrag zur Geschichte des Wehrwesens vom Altertum bis zur Gegenwart ("Estratégia e Tática: Uma Contribuição para a História da Defesa desde a Antiguidade até o Presente"), 1960
- Schlacht um Moskau. Erinnerungen über die Heeresgruppe Mitte ("Batalha de Moscou. Lembranças do Grupo de Exércitos Centro"). (In: Seymour Freiden & William Richardson (ed.): The Fatal Decisions. Nova York, 1958.)

## Condecorações
| Cruz de Ferro 2ª Classe                           |
| Cruz de Ferro 1ª Classe                           |
| Folhas de Carvalho nº 741 18 de fevereiro de 1945 |